# Les Deux Cambrioleurs (film, 1909)
Pour les articles homonymes, voir Les Deux Cambrioleurs.
Pour plus de détails, voir Fiche technique et Distribution.
Les Deux Cambrioleurs est un film muet français réalisé par Georges Monca, sorti en 1909.

## Fiche technique
- Titre : Les Deux Cambrioleurs
- Réalisation : Georges Monca
- Scénario : Max et Alex Fisher d'après la nouvelle de Pierre Souvestre
- Photographie :
- Montage :
- Société de production : Société cinématographique des auteurs et gens de lettres (S.C.A.G.L)
- Société de distribution : Pathé Frères
- Pays d'origine :  France
- Langue : français
- Métrage : 190 mètres
- Format : Noir et blanc — 35 mm — 1,33:1 — Muet
- Genre :  Comédie
- Durée : 6 minutes 20 secondes
- Numéro de catalogue Pathé : 3201
- Dates de sortie :
  -  France : 17 décembre 1909

## Distribution
- Charles Prince : John Freddy
- Carlos Avril : le cambrioleur
- Amélie Diéterle
- Marcel Simon